# Rødovre Mighty Bulls
Rødovre Mighty Bulls – duński klub hokeja na lodzie z siedzibą w Rødovre.

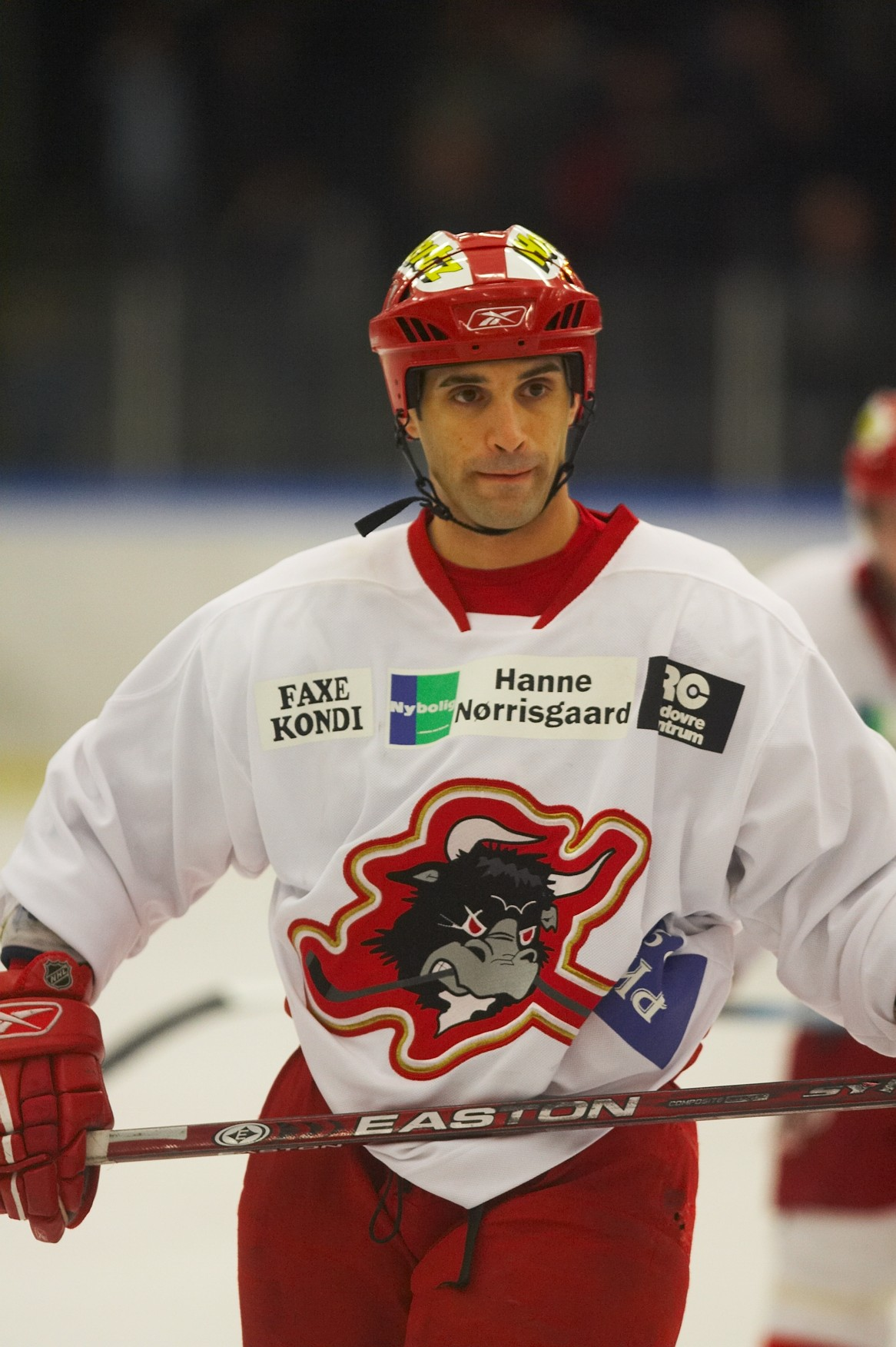
Zawodnik klubu Mike Oliveira (2007)

## Historia klubu
Historyczne nazwy
- Rødovre SIK (1961–2003)
- Rødovre Mighty Bulls (2003–)

## Sukcesy
- Złoty medal mistrzostw Danii: 1978, 1983, 1985, 1986, 1990, 1999 (jako Rødovre SIK)
- Srebrny medal mistrzostw Danii: 1979, 1981, 1982, 1991 (jako Rødovre SIK)
- Brązowy medal mistrzostw Danii: 1992, 1993, 2001 (jako Rødovre SIK), 2009, 2013
- Puchar Danii: 2008
- Finał Pucharu Danii: 1989, 1991, 1993, 1998 (jako Rødovre SIK)

## Zawodnicy
Zastrzeżony numer
- 5 – Tommy Pedersen